# 의정부 망월사 천봉당 태흘탑
망월사 천봉당 태흘탑(望月寺 天峰堂 泰屹塔)은 대한민국 경기도 의정부시 호원1동에 있는, 조선시대 승려인 천봉당 태흘(1710∼1793)의 승탑이다. 1985년 9월 20일 경기도의 문화재자료 제66호로 지정되었다.

## 개요
망월사 범종각 아래쪽에 자리하고 있는 탑으로, 조선시대 승려인 천봉당 태흘(1710∼1793)의 사리를 모셔두고 있다.
태흘은 16세에 출가하여, 명탁의 제자가 되었고, 도원으로부터 승려가 지켜야 할 계율을 받았다. 20세에 호점에게서 불경을 배워, 배천의 호국사에서 깨달음에 이르렀으며, 정조 17년(1793)년 84세로 목숨을 다하였다. 이후 배천 호국사, 문화 월정사와 함께 이곳 망월사에 사리탑을 세워 그 유골과 사리를 모셔두었다.
탑은 넓은 바닥돌 위로 기단(基壇)을 두고, 탑신(塔身)을 올린 모습으로, 바닥돌을 제외한 각부분이 8각을 이루고 있다. 기단은 각 모서리마다 다섯 개의 구슬무늬를 세로로 두어 장식하였다. 길쭉한 탑신의 몸돌은 아래에 작은 잎의 연꽃을 두르고, 윗부분에는 큼직한 잎을 가진 연꽃을 둘러 새겼다. 가운데 부분에는 탑의 이름과 함께 조성연대를 세로로 기록해 두었다. 지붕돌은 윗면의 여덟 모서리가 꽤 두툼하게 표현되었고, 역시 두꺼워 보이는 처마는 부드러운 곡선을 그리고 있다. 꼭대기에는 연꽃을 새긴 둥근 돌 위로, 꽃봉오리 모양의 돌이 놓여 머리장식을 하고 있다.
탑에 새긴 기록으로 보아 조선 정조 18년(1794)에 세웠음을 알 수 있다. 탑 뒤쪽에는 가파른 암벽이 드리워져 있는데, 그 벽면에 탑을 세울 당시 시주를 했던 사람들의 명단이 적혀 있어 이 자리가 원래의 자리임을 말해주고 있다.

## 같이 보기
- 망월사
- 망월사 천봉선사 탑비

## 참고 문헌
- 망월사천봉당태흘탑 - 국가유산청 국가유산포털